# 7 décembre
Pour les articles homonymes, voir Sept-Décembre.
7 novembre 7 janvier
Chronologies thématiques
- Croisades
- Ferroviaires
- Sports
- Disney
- Anarchisme
- Catholicisme

Abréviations / Voir aussi
- (° 1852) = né en 1852
- († 1885) = mort en 1885
- a.s. = calendrier julien
- n.s. = calendrier grégorien
- Calendrier
- Calendrier perpétuel
- Liste de calendriers
- Naissances du jour

Le 7 décembre est le 341e jour de l'année du calendrier grégorien, 342e lorsqu'elle est bissextile (il en reste ensuite 24).
C'était généralement l'équivalent du 17 frimaire du calendrier républicain ou révolutionnaire français, officiellement dénommé jour du cyprès.

## Événements

### XVIIIesiècle
- 1724 : jugement sanglant de Thorn.
- 1770 : Louis XV de France enregistre, en lit de justice, un édit de discipline, qui provoque la démission de tout le Parlement de Paris. L'édit amorce une réforme radicale de la Justice.
- 1792 : à Bruxelles, une manifestation favorable à l’indépendance de la Belgique est sévèrement réprimée par l’armée française de Dumouriez.
- 1793 : deuxième bataille de Legé, lors de la guerre de Vendée.

### XIXesiècle
- 1802 : arrêté consulaire rétablissant l'esclavage dans la colonie de Guyane.
- 1865 : en Suède, la réforme démocratique de la Constitution donne lieu à la création d'un Parlement de deux chambres, élues par 10 % de la population.
- 1895 : bataille d'Amba Alagi (première guerre italo-éthiopienne), se soldant par une défaite italienne.

### XXesiècle
- 1905 : début de l'insurrection de Moscou.

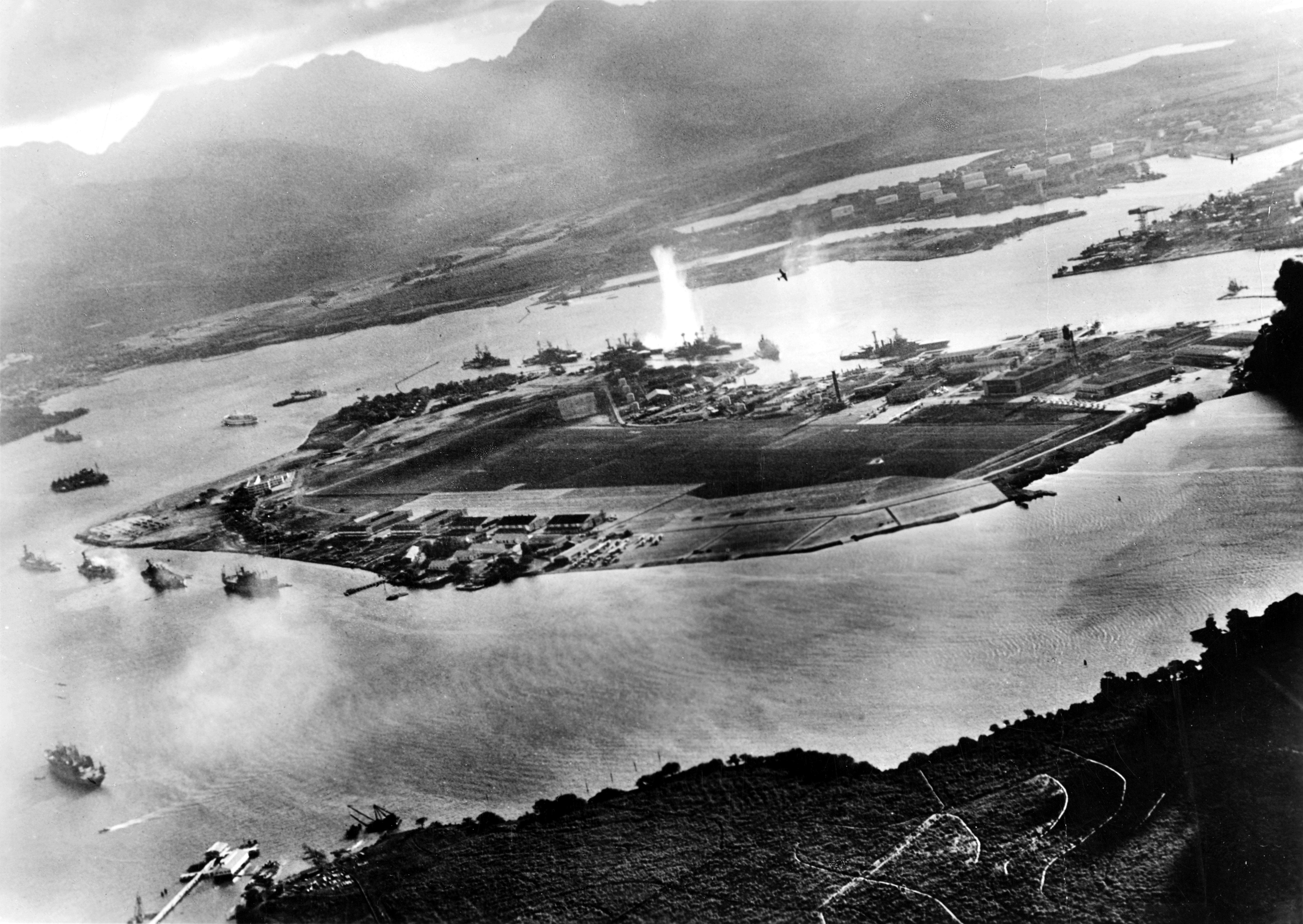
Vue aérienne de l'attaque de Pearl Harbor en 1941

- 1941, Seconde Guerre mondiale s'étendant à l'Océan pacifique :
  - attaque de Pearl Harbor par les troupes japonaises.
  - Un décret ordonne la déportation de tous les ennemis ou opposants au Reich vers les camps de concentration, sous le nom de code de Nacht und Nebel (« Nuit et brouillard »).
- 1975 : invasion indonésienne du Timor oriental.

### XXIesiècle
- 2005 : arrestation d'Ante Gotovina, commandant de l'armée croate, accusé de crimes de guerre et de crimes contre l'humanité.
- 2020 : au Ghana, l'élection présidentielle a lieu afin d'élire le président du pays. Le président sortant, Nana Akufo-Addo, se présente pour un second et dernier mandat. Il est réélu dès le premier tour avec 51 % des voix face notamment à l'ancien président John Dramani Mahama, qui réunit 47 % des suffrages mais qui refuse de reconnaître sa défaite[1]. Des élections législatives ont lieu en même temps que le premier tour[2].

- 2021 : Attentat à Bassorah (Irak).
- 2022 : 
  - au Pérou, Dina Boluarte[3] (photo) remplace Pedro Castillo en tant que présidente du pays après le coup d'État manqué et la destitution de ce dernier[4].
  - en Suisse, Albert Rösti et Élisabeth Baume-Schneider sont élus au Conseil fédéral[5].

## Arts, culture et religion
- 1732 : ouverture du théâtre de Covent Garden, à Londres.
- 1933 : André Malraux reçoit le prix Goncourt.
- 1965 : abrogation simultanée des excommunications à la suite du schisme de 1054 entre catholiques et orthodoxes.
- 1990 : sortie du film Edward aux mains d'argent de Tim Burton avec Johnny Depp[6].
- 2017 : l'UNESCO annonce que l'arte tradizionale dei pizzaiuoli napoletani (l'art traditionnel des pizzaiuoli napolitains) entre au patrimoine culturel immatériel de l'humanité.
- 2024 : en France, la cathédrale Notre-Dame de Paris, en travaux depuis l'incendie dévastateur de 2019, rouvre ses portes (photo) en présence de nombreux chefs d'État et de gouvernement[7].

## Sciences et techniques

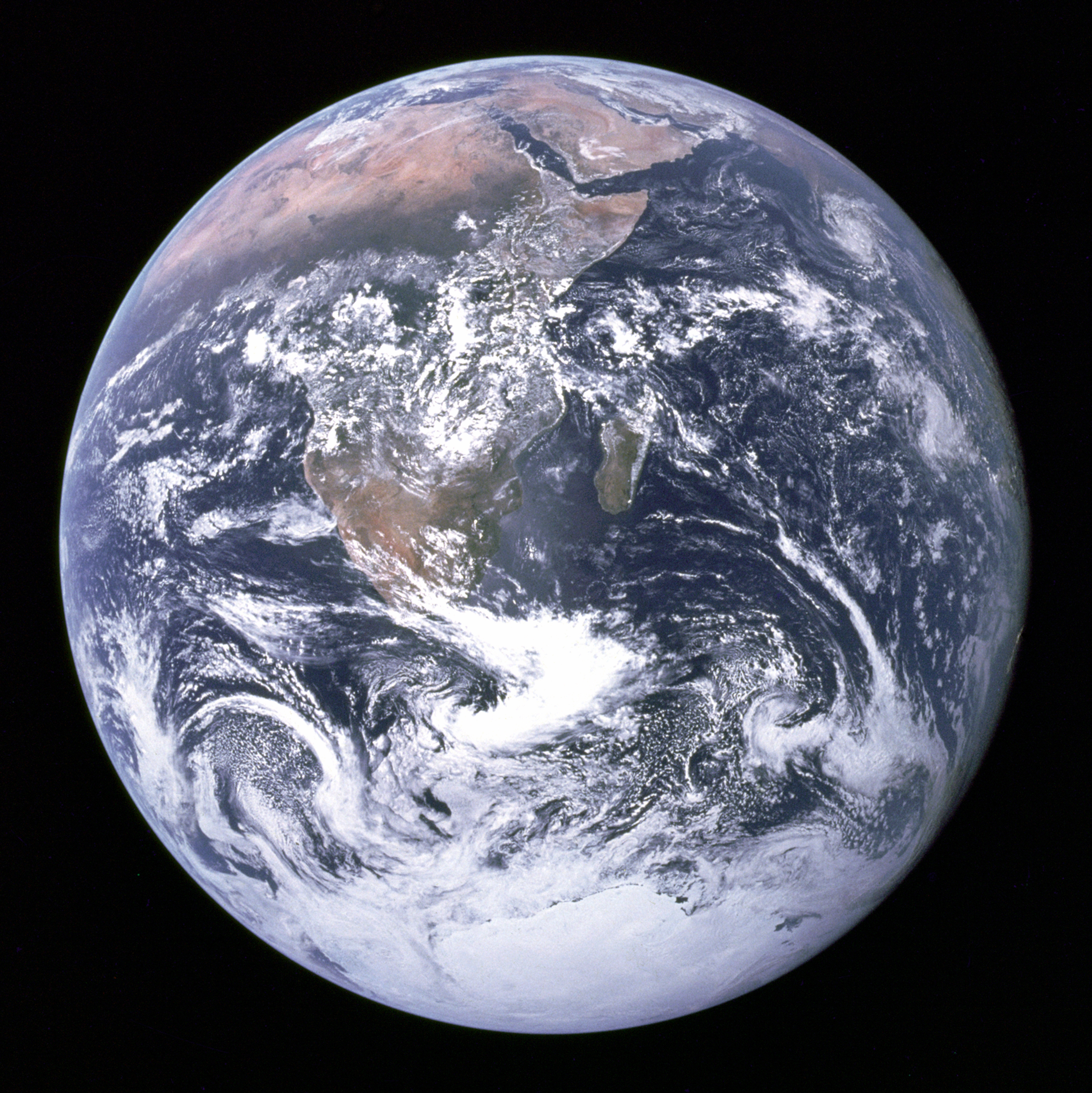
La bille bleue.

- 1877 : démonstration du premier phonographe, inventé par Thomas Edison.
- 1888 : l'inventeur écossais John Boyd Dunlop dépose le brevet du pneu à air.
- 1909 : le chimiste belge Leo Baekeland dépose le brevet de la bakélite, premier plastique industriel.
- 1972 : Apollo 17 photographie, pour les premières fois dans son intégralité éclairée et par un être humain depuis l'espace extra-atmosphérique, la Bille bleue qu'est la Terre, comme une lointaine oasis de vie au milieu du profond noir vide intersidéral (l'une des photos les plus diffusées dans le monde)[8].
- 1995 : Galileo se place en orbite autour de Jupiter.
- 2009 : début de la conférence de Copenhague sur le climat.
- 2015 : la sonde spatiale Akatsuki se place en orbite autour de Vénus.

## Économie et société
- 1703 : une grande tempête frappe l'Angleterre.
- 1811 : première série des meurtres de Ratcliff Highway (en).
- 1952 : Charles Brooks, Jr. est la première personne dans l'histoire des États-Unis à être exécutée par une injection létale.
- 1988 : un séisme de 6,9 sur l'échelle de Richter dévaste la région de Spitak, en Arménie, provoquant des dizaines de milliers de victimes.
- 2016 :
  - au Pakistan, écrasement d'un avion près d'Abbottabad, avec 48 personnes à bord, dont au moins 21 morts[9].
  - Un séisme de magnitude 6,5 cause au moins 41 morts, et plusieurs centaines de blessés, dans la province d'Aceh, sur l'île de Sumatra, en Indonésie[10].
- 2017 : une loi légalise le mariage homosexuel en Australie.

## Naissances

### XVIesiècle
- 1545 : Henry Stuart, duc d'Albany et roi consort d'Écosse, second époux de Marie Stuart († 10 février 1567).
- 1573 : Édouard Farnèse, cardinal italien († 21 février 1626).
- 1598 : Gian Lorenzo Bernini dit « le Bernin », peintre italien († 28 novembre 1680).

### XVIIIesiècle
- 1731 : Abraham Hyacinthe Anquetil-Duperron, indianiste français († 17 janvier 1805).
- 1764 : Claude-Victor Perrin, militaire français, maréchal d'Empire († 1er mars 1841).
- 1786 : Marie Walewska, maîtresse polonaise de Napoléon Ier († 11 décembre 1817).
- 1791 : Bernard Pierre Magnan, militaire français, maréchal de France († 29 mai 1865).

### XIXesiècle
- 1805 : Jean-Eugène Robert-Houdin, illusionniste français († 13 juin 1871).
- 1810 : Theodor Schwann, physiologiste allemand († 11 janvier 1882).
- 1823 : Leopold Kronecker, mathématicien allemand († 29 décembre 1891).
- 1858 : Emilia de San José, religieuse vénézuélienne, fondatrice, vénérable († 18 janvier 1893).
- 1861 : Henri Ner dit Han Ryner, philosophe anarchiste individualiste, pacifiste, journaliste et écrivain français († 6 janvier 1938).
- 1863 :
  - Pietro Mascagni, compositeur d'opéras italien († 2 août 1945).
  - Richard Warren Sears, homme d'affaires américain, fondateur de Sears, Roebuck and Company († 28 septembre 1914).
- 1879 : Rudolf Friml, compositeur de comédies musicales américain d’origine austro-hongroise († 12 novembre 1972).
- 1882 : Jacques Sevin, prêtre catholique et vénérable français († 19 juillet 1951).
- 1890 : Jean Tousseul (Olivier Degée dit), écrivain belge d'expression francophone († 9 février 1944).
- 1897 : Lazare Ponticelli (Lazzaro), dernier vétéran français officiel de la Première Guerre mondiale, un temps doyen et 9e Français supercentenaire († 12 mars 2008).
- 1899 : Donald McNutt Douglass, romancier américain († septembre 1971).
- 1900 : Alfred Jauffret, juriste et universitaire français, spécialiste du droit commercial († 27 janvier 1983).

### XXesiècle
- 1901 : Elisabeth Hermine « Lily » Abegg, journaliste et écrivaine suisse († 13 juillet 1974).
- 1902 : Hilda Taba, pédagogue américaine d'origine estonienne († 6 juillet 1967).
- 1903 : Clinton Sundberg, acteur américain († 14 décembre 1987).
- 1904 : Alma Macrorie, actrice américaine († 28 juin 1970).
- 1905 : Gerard Kuiper, astronome néerlandais († 23 décembre 1973).
- 1906 : Elisabeth Höngen, mezzo-soprano allemande († 7 août 1997).
- 1907 :
  - Cheikh Sadek El Béjaoui, chanteur et compositeur algérien († 7 janvier 1995).
  - Fred Rose (Fishel Rosenberg dit), homme politique canadien († 16 mars 1983).
- 1908 : Son Ngoc Thanh (សឺង ង៉ុកថាញ់), homme politique cambodgien, Premier ministre du Cambodge en 1945 et en 1972 († 8 août 1977).
- 1909 : Euclydes Barbosa, joueur de football brésilien († 26 février 1988).
- 1910 : 
  - Louis Prima, chanteur, auteur-compositeur et trompettiste de jazz américain († 24 août 1978).
  - Duncan McNaughton, athlète canadien champion olympique du saut en hauteur en 1932 († 15 janvier 1998).
- 1911 : Birger Wasenius, patineur de vitesse finlandais († 2 janvier 1940).
- 1912 : Shigeru Egami (江上 茂), karatéka japonais († 8 janvier 1981).
- 1913 : Georges Sion, dramaturge belge († 13 avril 2001).
- 1914 : Einari Teräsvirta, gymnaste artistique finlandais et architecte († 23 novembre 1995).
- 1915 :
  - Sten Ahlner, arbitre suédois de football († 1997).
  - Leigh Brackett, romancière et scénariste américaine († 18 mars 1978).
  - Romain Deconinck, acteur et chanteur belge († 1er décembre 1994).
  - Eli Wallach, acteur américain († 24 juin 2014).
- 1916 : Jean Carignan, violoneux québécois († 16 février 1988).
- 1919 : Charles E. McGee, pilote de chasse américain des Seconde guerre mondiale, guerres de Corée et du Viêt Nam († 16 janvier 2022).
- 1920 : Manuel Pereira da Silva, sculpteur portugais († 2003).
- 1923 : Alan Ford, nageur américain († 3 novembre 2008).
- 1924 : Mário Soares, homme politique, avocat, historien et enseignant portugais, président de la République du Portugal de 1986 à 1996 († 7 janvier 2017).
- 1928 :
  - Noam Chomsky, philosophe et linguiste américain.
  - Arthur Lamothe, réalisateur, scénariste et producteur québécois d’origine française († 18 septembre 2013).
- 1929 : Manolo González (Manuel González Cabello dit), matador espagnol († 25 décembre 1987).
- 1931 : Nicolas Cheong-Jin-Suk (정진석), cardinal sud-coréen, archevêque de Séoul de 1970 à 1998 († 27 avril 2021).
- 1932 : Ellen Burstyn (Edna Rae Gilhooley dite), actrice américaine.
- 1935 : Jean-Claude Casadesus (Jean-Claude Probst dit), chef d'orchestre français, fondateur de l'Orchestre national de Lille.
- 1936 :
  - Glauco Onorato, acteur et doubleur italien († 31 décembre 2009).
  - Anne d'Ornano, femme politique française.
  - Annette Stroyberg, actrice danoise († 12 décembre 2005).
- 1938 : Eduardo Amato, peintre italien.
- 1940 : Gerald Michael « Gerry » Cheevers, hockeyeur sur glace canadien.
- 1943 : Kurt Helmudt, rameur d'aviron danois champion olympique († 7 septembre 2018).
- 1945 :
  - Claude Filion, homme politique et juge québécois († 2 décembre 2004).
  - W.D. Richter, cinéaste américain.
- 1947 :
  - John « Johnny » Bench, joueur de baseball américain.
  - Garry Unger, hockeyeur sur glace canadien.
- 1949 : Thomas Alan « Tom » Waits, musicien et acteur américain.
- 1951 : Richard Darbois, acteur franco-canadien doublure vocale.
- 1952 : Georges Corraface, acteur franco-grec.
- 1954 : Pascal Renwick, acteur français doublure vocale († 19 juillet 2006).
- 1956 :
  - Larry Bird, basketteur américain.
  - Chuy Bravo, acteur et humoriste américain († 14 décembre 2019).
- 1958 : Martin Schaudt, cavalier allemand double champion olympique en dressage par équipe.
- 1960 : Abdel Kechiche (Abdellatif), réalisateur, scénariste et acteur franco-tunisien.
- 1961 :
  - François Dufour, homme de presse français.
  - Maka Kotto, acteur et homme politique camerouno-québécois.
- 1964 :
  - Yves Camdeborde, chef cuisinier français.
  - Peter Laviolette, entraîneur de hockey sur glace américain.
  - Vladimir Artemov, gymnaste soviétique quadruple champion olympique.
  - Stuart Tinney, cavalier australien champion olympique.
- 1965 : Jeffrey Wright, acteur américain.
- 1966 : Mariëlle van Sauers, actrice et femme de lettres néerlandaise.
- 1968 : Landry Chauvin, footballeur et entraîneur français.
- 1969 : Paolo Milanoli, épéiste italien champion olympique.
- 1970 : Yaël Braun-Pivet, femme politique française.
- 1971 : Chasey Lain, actrice pornographique américaine.
- 1972 : Hermann Maier, skieur autrichien.
- 1973 :
  - Fabien Pelous, joueur de rugby français.
  - Damien Rice, musicien irlandais.
- 1976 :
  - Georges Laraque, hockeyeur professionnel canadien.
  - Martina Klein, mannequin femme argentin.
- 1977 : Dominic Howard, musicien britannique, batteur du groupe Muse.
- 1978 :
  - Shiri Appleby, actrice américaine.
  - Jean Bouilhou, joueur de rugby français.
- 1979 :
  - Sara Bareilles, musicienne américaine.
  - Jennifer Carpenter, actrice américaine.
  - Eric Chatfield, basketteur américain.
  - Lámbros Choútos (Λάμπρος Χούτος), footballeur grec.
  - Jimmy Engoulvent, cycliste sur route français.
  - Mathieu Grondin, acteur québécois.
- 1980 :
  - Btissam Lakhouad, athlète de demi-fond marocaine.
  - Tamato Leupolu, joueur de rugby samoan.
  - Boris Sanson, sabreur français.
  - John Terry, footballeur anglais.
- 1983 : Vida Anim, athlète de sprint ghanéenne.
- 1984 :
  - Aaron Gray, basketteur américain.
  - Robert Kubica, coureur automobile polonais.
  - Milan Michálek, hockeyeur professionnel tchèque.
  - Philipp Rytz, hockeyeur sur glace suisse.
  - Vera Zvonareva (Ве́ра И́горевна Звонарёва), joueuse de tennis russe.
- 1985 :
  - Boris Carène, coureur cycliste français.
  - Jonathan Good, catcheur américain.
  - David Kadouch, pianiste français.
- 1987 : Aaron Carter, acteur et chanteur américain. († 5 novembre 2022).
- 1988 :
  - Nathan Adrian, nageur américain.
  - Emily Browning, actrice australienne.
  - DeJuan Wright, basketteur américain.
- 1989 :
  - Kyle Hendricks, joueur de baseball américain.
  - Nicholas Hoult, acteur anglais.
  - Simone Ruffini, nageur d'eau libre italien.
  - Abdel-Kader Salifou, pongiste français.
  - Kevin Séraphin, basketteur français.
- 1990 :
  - Cameron Bairstow, basketteur australien.
  - Émile Berling, acteur français.
  - David Goffin, joueur de tennis belge.
  - Yasiel Puig, joueur de baseball professionnel cubain.
- 1991 : Łukasz Wiśniowski, cycliste sur route polonais.
- 1993 : Jasmine Villegas, chanteuse américaine.
- 1994 :
  - Yuzuru Hanyū, patineur artistique japonais.
  - Valentin Rongier, footballeur français.
- 1995 : Kim So Jung (Sowon), chanteuse sud-coréenne du groupe Gfriend.
- 1996 : Marisa Abela, actrice britannique.
- 1998 : Manon Petit-Lenoir, snowboardeuse française.

### XXIesiècle
- 2001 : Léa Fontaine, judokate française.
- 2003 : Catharina-Amalia, princesse néerlandaise.

## Décès

### Iersiècleav. J.-C.
- 43 av. J.-C. : Cicéron (en latin Marcus Tullius Cicero dit), avocat, philosophe, rhéteur, écrivain et homme politique romain (° 3 janvier 106 av. J.-C.).

### Xesiècle
- 983 : Otton II, empereur romain germanique, de 967 à 983 (° 955).

### XIIIesiècle
- 1254 : Innocent IV (Sinibaldo de Fieschi dit), 180e pape, en fonction de 1243 à 1254 (° v. 1180-1190).
- 1279 : Boleslas V le Pudique, aristocrate polonais (° 21 juin 1226).

### XVIIesiècle
- 1649 : Charles Garnier, missionnaire jésuite français, l'un des 8 martyrs canadiens (° 25 mai 1606).
- 1694 : Tiberio Fiorelli, acteur italien de le commedia dell'arte, créateur du personnage de Scaramouche (° 9 novembre 1608).

### XVIIIesiècle
- 1766 : Jean-Marc Nattier, peintre français, renommé par exemple pour le bleu Nattier (° 17 mars 1685).

### XIXesiècle
- 1815 : Michel Ney, militaire français, maréchal d'Empire (° 10 janvier 1769).
- 1817 : William Bligh, officier de marine britannique, commandant du HMS Bounty, à partir du 28 avril 1789 (° 9 septembre 1754).
- 1854 : Ödön Beöthy, homme politique hongrois (° 2 décembre 1796).
- 1879 : Jón Sigurðsson, historien et homme politique islandais, chef du mouvement pacifiste islandais (° 17 juin 1811).
- 1894 : Ferdinand de Lesseps, diplomate et entrepreneur français (° 19 novembre 1805).

### XXesiècle
- 1917 : Ludwig Aloisius « Léon » Minkus, compositeur autrichien (° 23 mars 1826).
- 1927 : Augusta Kochanowska, peintre et illustratrice polonaise (° 6 juillet 1868).
- 1936 : Jean Mermoz, aviateur français (° 9 décembre 1901).
- 1940 : Arthur Ahnger, skipper finlandais, médaillé de bronze aux jeux olympiques de 1912 (° 28 février 1886).
- 1947 : Tristan Bernard, écrivain et humoriste français (° 7 septembre 1866).
- 1957 : Musidora (Jeanne Roques dite), actrice française (° 23 février 1889).
- 1959 : Yves Deniaud, comédien français (° 6 décembre 1901).
- 1960 : Clara Haskil, pianiste roumaine naturalisée suisse (° 7 janvier 1895).
- 1962 : Kirsten Flagstad, cantatrice norvégienne (° 12 juillet 1895).
- 1963 : Isidore Soucy, violoneux et chanteur de musique country québécois (° 7 septembre 1899).
- 1969 : Eric Portman, acteur britannique (° 13 juillet 1901).
- 1970 :
  - Romaine Brooks, peintre américaine (° 1er mai 1874).
  - Édith Thomas, romancière française jurée du prix Femina (° 23 janvier 1909).
- 1975 : Thornton Wilder, dramaturge et romancier américain (° 17 avril 1897).
- 1977 : Peter Carl Goldmark, ingénieur américain d'origine hongroise (° 2 décembre 1906).
- 1985 : Robert Graves, poète et romancier britannique (° 24 juillet 1895).
- 1988 : Christopher Connelly, acteur américain (° 8 septembre 1941).
- 1989 : Sirima (Sirima Wiratunga dite), musicienne britannique (° 14 février 1964).
- 1990 :
  - Reinaldo Arenas, écrivain cubain (° 16 juillet 1943).
  - Joan Bennett, actrice américaine (° 27 février 1910).
  - Delecta « Dee » Clark, chanteur américain (° 7 novembre 1938).
  - Jean Duceppe, acteur canadien (° 25 octobre 1923).
  - Jean Paul Lemieux, artiste-peintre québécois (° 18 novembre 1904).
  - Peter Mieg, compositeur, artiste peintre et écrivain suisse (° 5 septembre 1906).
- 1993 : Félix Houphouët-Boigny, homme politique ivoirien, président de la Côte d'Ivoire de 1960 à 1993 (° 18 octobre 1905).
- 1994 : Jean-Claude Tremblay, hockeyeur professionnel québécois (° 22 janvier 1939).
- 1997 : William John « Billy » Bremner, footballeur écossais (° 9 décembre 1942).
- 1998 : Carlos Oviedo Cavada, cardinal chilien, archevêque de Santiago de 1990 à 1998 (° 19 janvier 1927).
- 1999 : Darling Légitimus (Marie Berthilde Paruta dite), actrice française (° 21 novembre 1907).

### XXIesiècle
- 2001 : Pauline Moore, actrice américaine (° 17 juin 1914).
- 2006 : Jeane Kirkpatrick, femme politique et diplomate américaine, ambassadrice des États-Unis aux Nations unies de 1981 à 1985 (° 19 novembre 1926).
- 2008 : Guy Rouleau, hockeyeur sur glace canadien (° 16 février 1965).
- 2011 : Jerry Robinson, dessinateur américain de comic book (° 1er janvier 1922).
- 2013 :
  - Nadezhda Ilyina, athlète de sprint soviétique puis russe (° 24 janvier 1949).
  - Eero Kolehmainen, fondeur finlandais (° 24 mars 1918).
  - Józef Kowalski, supercentenaire polonais (° 2 février 1900).
  - Mado Maurin (Madeleine Maurin dite), actrice française (° 24 septembre 1915).
  - Édouard Molinaro, cinéaste français (° 13 mai 1928).
- 2014 :
  - Abdellah Baha, homme politique marocain (° 25 novembre 2011).
  - Khalil Ullah Khan, acteur bangladais (° 2 février 1934).
  - Norman Mair, joueur de rugby à XV écossais (° 7 octobre 1928).
- 2015 :
  - Rrok Mirdita, prélat catholique albanais, archevêque de Tirana-Durrës et primat d'Albanie (° 28 septembre 1939).
  - Michel Pomathios, joueur de rugby à XV français (° 18 mars 1924).
- 2016 :
  - Warren Allmand, avocat et homme politique canadien (° 19 septembre 1932).
  - Marie-Louise Asseu, comédienne et réalisatrice ivoirienne (° 21 novembre 1966).
  - Paul Elvstrøm, régatier danois (° 25 février 1928).
  - Greg Lake, musicien britannique (° 10 novembre 1947).
  - Elliott Schwartz, compositeur américain (° 19 janvier 1936).
  - Mohamed Tahar Fergani, chanteur et violoniste algérien (° 9 mai 1928).
- 2017 :
  - Philippe Maystadt, homme politique belge (° 24 mars 1948).
  - Sunny Murray, batteur de jazz américain (° 21 septembre 1936).
  - Steve Reevis, acteur américain (° 14 août 1962).
- 2018 : Belisario Betancur Cuartas, président de la République de Colombie de 1982 à 1986 (° 4 février 1923).
- 2020 : Charles Elwood « Chuck » Yeager, aviateur américain (° 13 février 1923).
- 2021 : 
  - Steve Bronski, musicien britannique fondateur du groupe Bronski Beat (° 7 février 1960).
  - Catherine Fournier, femme politique française (° 1955).
- 2022 :
  - Jacques Ciron, acteur français (° 17 mai 1928).
  - Jan Nowicki, acteur polonais (° 5 novembre 1939).
- 2023 :
  - Pierre Berthelot, mathématicien français (° 27 janvier 1943).
  - Aleksandr Dronov, joueur d'échecs par correspondance soviétique puis russe (° 6 octobre 1946).
  - Jacques Duquesne, footballeur international belge (° 22 avril 1940).
  - Jean-Claude Lecourieux, coureur cycliste sur piste français (° 1956).
  - Jacqueline Mesmaeker, artiste plasticienne belge (° 9 juillet 1929).
  - Emiko Miyamoto, volleyeuse japonaise (° 10 mai 1937).
  - Vera Molnár, artiste plasticienne française (° 5 janvier 1937).
  - Guy Stern, germaniste, écrivain et officier, spécialiste de la littérature allemand puis américain (° 14 janvier 1922).
  - Benjamin Zephaniah, écrivain rastafarien et poète dub britannique (° 15 avril 19458).
- 2024 : Yevgeni Aleinikov, tireur sportif soviétique puis russe (° 29 mai 1967).

## Célébrations

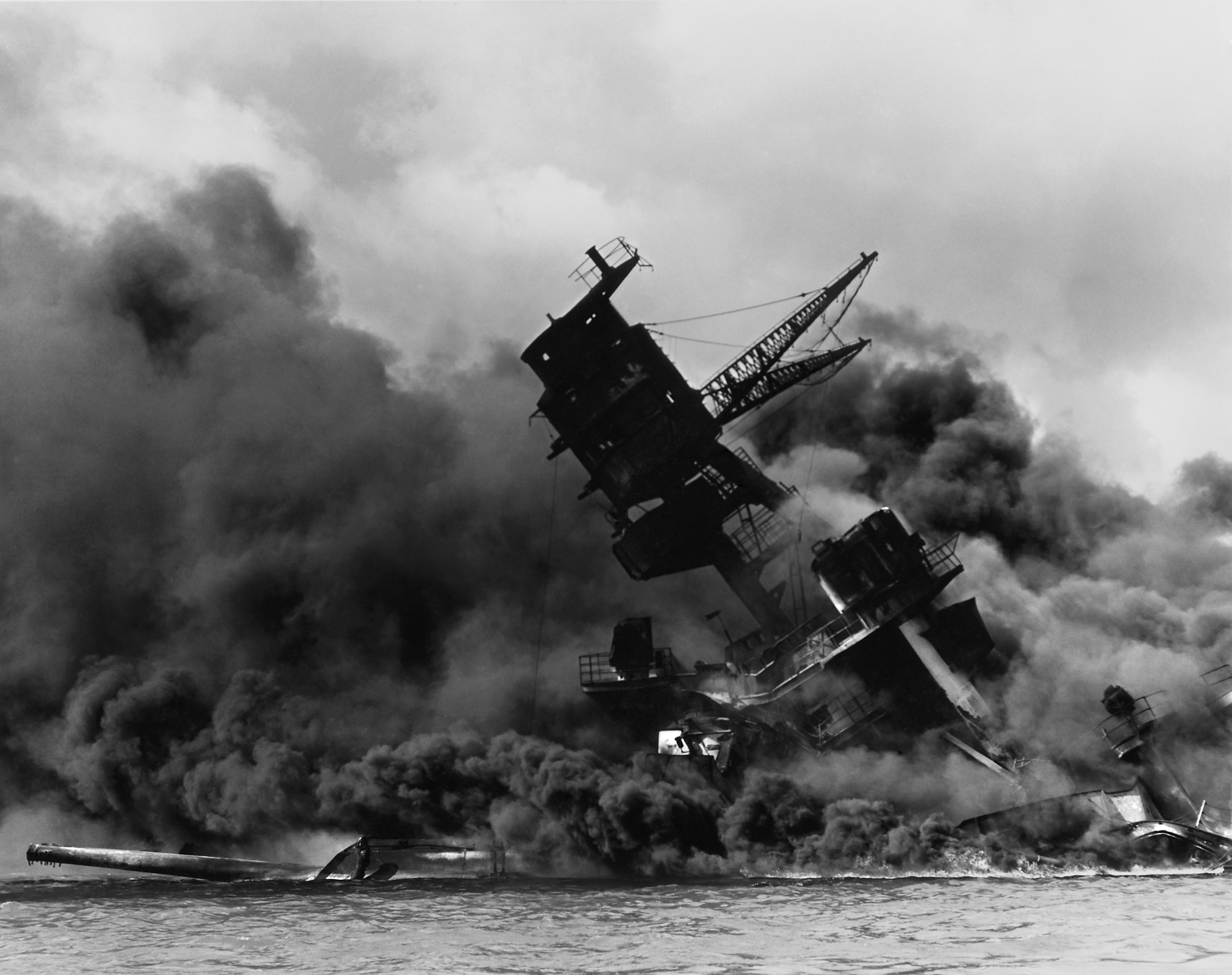
L'USS Arizona en feu après l'attaque japonaise sur Pearl Harbor en 1941.

- Nations unies : journée de l'aviation civile internationale[11].
- États-Unis : National Pearl Harbor Remembrance Day (en) / journée de commémoration de l'attaque de Pearl Harbor en 1941[12] (photographie ci-contre).
- Guatemala : Día Nacional del Locutor (es) / « journée nationale des speakers » depuis 1978[13].
- Inde : Armed Forces Flag Day (en) / « journée du drapeau des forces armées » depuis 1949.

### Célébrations religieuses
- Christianisme,
  - en Colombie : día de las Velitas /« fête des petites chandelles » dans la nuit du 7 au 8 décembre depuis 1854 pour marquer l'Immaculée-Conception du 8, depuis la même époque, et le début des fêtes de l'Avent précédant Noël ;
  - au Guatemala : quema del diablo (es) / le « feu du Diable » marquant le début de l'Avent par un feu purificateur[14] ;
  - au Nicaragua : gritería a la inmaculada concepción de María / « hommage à l'Immaculée Conception », toujours le lendemain 8 décembre).
- Scientologie : ouverture de la Flag Land Base à Clearwater en Floride (États-Unis) en 1975.

### Saints des Églises chrétiennes

#### Catholiques et orthodoxes
Saints du jour, :
- Abondius et ses compagnons († v. 304), martyrs.
- Ambroise de Milan († 397), préfet devenu évêque de Milan.
- Athénodore (IVe siècle), martyr.
- Azenor (VIe siècle), princesse bretonne.
- Buite († 521) — ou « Buithe », ou « Boethius » —, missionnaire écossais parmi les Pictes.
- Fare (vers 600 - vers 650) — ou « Fara », ou Burgondofara » —, abbesse de Faremoutiers, près de Meaux, dans la Brie française.
- Gerbaud († vers 690) — ou « Gerebauld », ou « Gerbold » —, moine, fondateur de l'abbaye de Livry, puis évêque de Bayeux.
- Jean le Silenciaire († 558), évêque devenu ermite.
- Martyrs d'Afrique (Ve siècle), qui périrent par la main des Vandales ariens, en particulier sous Genséric, de 429 à 455, et sous Hunéric et Gunthamund, de 477 à 496.
- Sabin (en) († 303 ?), martyr à Spolète.
- Serf († vers 483) — ou « Servus » —, esclave anonyme, martyr à Thuburbe, en Afrique, par la main des Vandales ariens, sous Hunéric.
- Siméon de Vaucé († vers 850), prêtre, ermite à Vaucé, non loin de Domfront, dans le Passais (Maine).
- Victor de Plaisance († 375), évêque de Plaisance ; après les persécutions, il défendit la doctrine catholique contre l'hérésie des ariens.

#### Saints ou bienheureux des Églises catholiques
Saints ou béatifiés du jour :
- Charles Garnier († 1649), martyr jésuite massacré par les Iroquois, au Canada (fêté le 26 septembre au Canada).
- Humbert († 1148), bienheureux, moine à La Chaise-Dieu, en Auvergne, puis abbé à Igny, en Franche-Comté.
- María Josefa Rosello († 1880), religieuse italienne, fondatrice d'une congrégation de religieuses, les Filles de Notre Dame de la Miséricorde.

#### Saints orthodoxes
- Antoine de Siya († 1556), moine russe originaire d'Arkhangelsk, fondateur de monastère près de la mer Blanche.
- Filofteia di Arges (it) († en 1218), sainte née en Bulgarie en 1206 (en grec, son nom signifie "qui aime Dieu") ayant eu une vocation au bien commun, comme l'habitude de donner des habits, ou encore de la nourriture, aux personnes les plus démunies. Décédée sur le territoire roumain un 7 décembre, en 1218.
- Grégoire l'Hésychaste († vers 1405), fondateur du monastère de Saint-Nicolas, au mont Athos.
- Nil de Stolbensk (ru) († 1554), disciple de saint Sabas de Pskov, en Russie, ermite sur l'île déserte de Stolbensk, sur le lac Seliger.

## Tradition

### Dictons
- « Quand Saint-Ambroise voit neiger, de dix-huit jours de froid sommes en danger. »[17] (dicton des Poitou-Charentes)
- « Souvent Saint-Ambroise le mouchier[18], sur le mont fait neiger. »[19]

### Astrologie
- Signe du zodiaque : 15e jour du Sagittaire.

## Toponymie
- Les noms de plusieurs voies, places, sites ou édifices, de pays ou régions francophones contiennent cette date sous diverses graphies : voir Sept-Décembre .